# Dobiegniew
Dobiegniew [dɔ'bʲɛgɲɛf] (deutsch Woldenberg) ist eine Stadt im Powiat Strzelecko-Drezdenecki der polnischen Woiwodschaft Lebus. Sie ist Sitz der gleichnamigen Stadt-und-Land-Gemeinde mit 6462 Einwohnern (Stand 31. Dezember 2020).

## Geographische Lage
Die Stadt liegt in der Neumark, am westlichen Rand der Seenplatte Pojezierze Waleckie, 46 Kilometer nordöstlich von Gorzów Wielkopolski (Landsberg an der Warthe) – die nächstgelegene größere Stadt. Im Norden der Stadt erstreckt sich der Große See.

## Geschichte

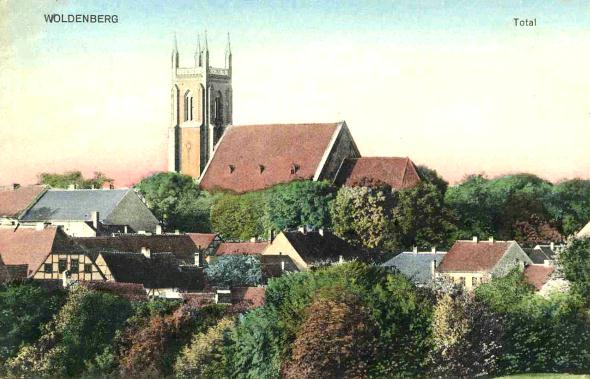
Woldenberg um 1890

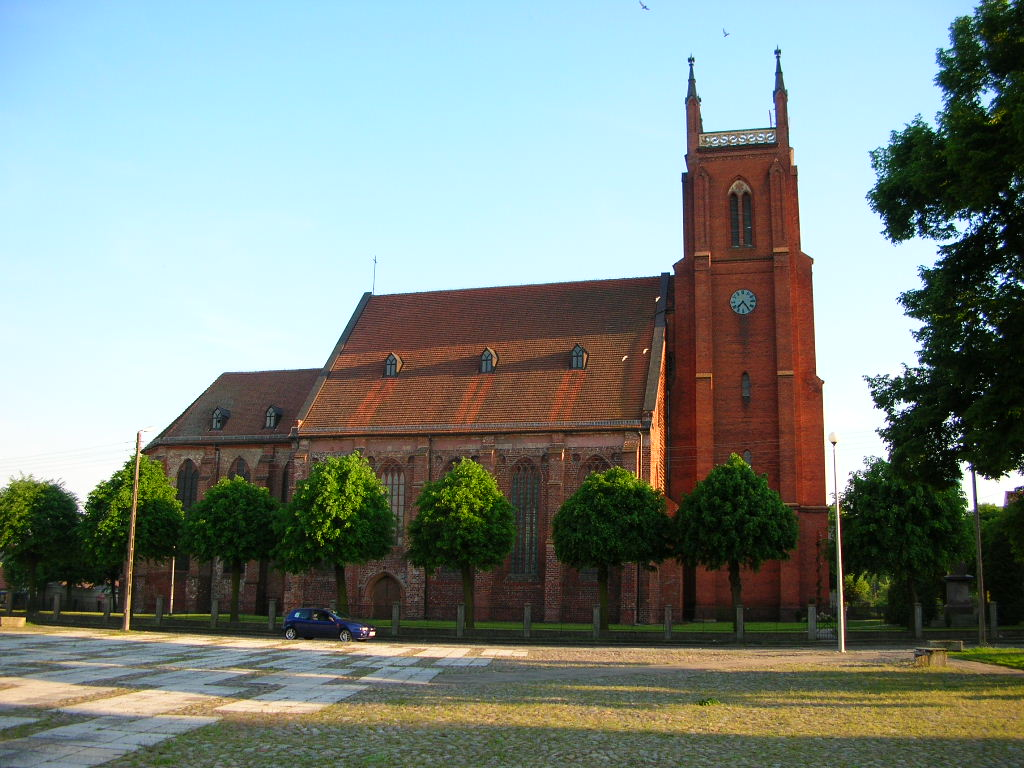
Christkönigskirche

In der mit Sümpfen und Seen gefüllten Niederung des Woldenberger Fließes lässt sich eine Pfahlbautenbesiedlung aus der Jungsteinzeit nachweisen. Woldenberg wird erstmals 1248 urkundlich erwähnt, und zwar als Schloss der Familie Osten, in der ein „Ritter von Osten genannt von Woldenborch“ vorkommt. Die erste schriftliche Erwähnung des slawischen Ortsnamens stammt aus dem Jahre 1250, als Herzog Przemysł I. von Großpolen die Ansiedlung „Dubegneve“ dem Zisterzienserkloster in Ovinsk überließ. Es wird vermutet, dass diese an einer heute verschwundenen Befestigungsanlage entstand, die zum Schutze der Handelsstraße von Küstrin über Landsberg und Friedeberg diente, die über den Dragepass in Hochzeit weiter nach Schloppe und ins Landesinnere führte.
Um 1295 gelangte „Dubgnew“ an Brandenburg, Markgraf Otto mit dem Pfeil bestätigte 1297 in der Stadt den Besitz des Klosters Ovinsk. Die askanischen Markgrafen weilten mehrfach in „Dubegnewe“, 1303 wurde hier der Vertrag der vier Markgrafen mit dem Bischof Heinrich von Cammin geschlossen und 1305 war es Woldemar, der von hier dem Kloster Marienwalde eine Besitzbestätigungsurkunde ausfertigte.
Im Jahre 1313 ist „Dubegnewe“ erstmals als Stadt genannt, als die Bürger die markgräfliche Mühle für 500 Mark Silber erwarben. Jedoch dürfte das Stadtrecht schon seit dem Ende des 13. Jahrhunderts bestanden haben. 1333 ist der Name „Waldinborg“ erstmals nachweisbar, der den alten Namen binnen kurzer Zeit vollständig ablöste. Woldenberg war eine ummauerte Stadt, von der ursprünglichen Stadtbefestigung mit 37 Weichhäusern sowie mehreren Wällen und Gräben sind heute nur noch die Ruinen eines Turmes erhalten.
Von 1402 bis 1454 war Woldenberg als Teil der Neumark im Besitz der Deutschordensritter und 1433 wurde es von den Hussiten niedergebrannt. 1455 kam die Stadt wieder zur Mark Brandenburg und erhielt die Rechte einer Immediatstadt. In dieser Zeit entstand auch die dreischiffige Marienkirche, eine gotische Hallenkirche aus Backsteinen. 1581 war Woldenberg Schauplatz eines Hexenprozesses, bei dem fünf Menschen auf dem Scheiterhaufen verbrannt wurden. Mehrfach wurde Woldenberg durch Stadtbrände zerstört, der letzte größere brach 1710 aus. Beim Wiederaufbau wurden der Marktplatz vergrößert und die Straßenzüge nach regelmäßigem Grundriss neu gestaltet. Der Standort des Rathauses wurde von der Mitte des Marktes an dessen Ostseite verlegt. In der Stadt kreuzten sich mehrere Handelswege nach Posen, Stettin und Küstrin, was die Ansiedlung von Kaufleuten begünstigte. Daneben war das Tuchmacherhandwerk ansässig. Bis zur Stilllegung der Papiermühle im Jahre 1847 war Woldenberg auch ein Zentrum der Papierherstellung.
Durch die preußische Verwaltungsreform von 1815 wurde Woldenberg in den brandenburgischen Kreis Friedeberg eingegliedert. Im 19. Jahrhundert erfolgte die Anbindung an bedeutende Verkehrswege. Die 1829 angelegte Chaussee von Berlin nach Königsberg (Preußen), die spätere Reichsstraße 1, führte durch Woldenberg. 1847 wurde die Eisenbahnstrecke nach Stargard eingeweiht, die im Jahre 1849 noch in südöstliche Richtung bis Kreuz als Anschluss an die Ostbahn und von dort nach Posen weitergeführt wurde.
1938 wurde Woldenberg zusammen mit dem Landkreis Friedeberg in die Provinz Pommern eingegliedert. Dies geschah im Rahmen einer größeren Gebietsumgliederung, die vor allem durch die Auflösung der Provinz Grenzmark Posen-Westpreußen bekannt ist, die verwaltungstechnisch in den Regierungsbezirk Grenzmark Posen-Westpreußen umgestaltet wurde.
Während des Zweiten Weltkriegs wurde 1939 in Woldenberg das Stalag II C errichtet, das zwischen 1940 und 1941 zum Offiziersgefangenenlager Oflag II C Woldenberg mit einer Fläche von 25 Hektar erweitert wurde und bis 1945 bestand. Ein Teil der Gefangenen des Lagers wurde im Januar 1945 in mehreren Kolonnen in einem Fußmarsch nach Westen verbracht. So traf eine Gruppe von etwa 400 Gefangenen des Lagers Woldenberg im März 1945 in Murnau am Staffelsee ein. Die im Lager Woldenberg verbliebenen etwa 4.000 Gefangenen kamen frei, als am 30. Januar 1945 die Rote Armee die Region besetzte. Die Rote Armee errichtete auf dem Gelände des Oflag II C ein Kriegsgefangenenlager, dessen Auflösung im Herbst 1945 für die meisten Kriegsgefangenen die Deportation nach Sibirien bedeutete.
Nachdem am 26. Januar 1945 ein Räumungsbefehl ergangen war, verließen am Folgetag tausende Woldenberger vor allem per Eisenbahn ihre Stadt vor der herannahenden Roten Armee in Richtung Westen über Stettin nach Mecklenburg, Berlin sowie in die Gegend um Hamburg. Am Abend des 28. Januar 1945 nahm die Rote Armee Woldenberg kampflos ein, wobei in der Nacht Rotarmisten den Stadtkern in Brand setzten, nur die Kirche blieb verschont. Im März 1945 begann mit sowjetischer Billigung der Aufbau einer Verwaltung durch die Volksrepublik Polen in der Neumark, doch kehrten nach Kriegsende ab Mai 1945 viele geflüchtete Familien mit Hab und Gut wieder nach Woldenberg zurück. Ende Juni und Anfang Juli 1945 erhielten die noch in Woldenberg lebenden Deutschen Ausweisungsbefehle und wurden per Fußmarsch über die Oder vertrieben. Ab September 1945 begann die Besiedlung der Neumark und damit auch Woldenbergs mit Polen, die zum größeren Teil im Rahmen der Westverschiebung Polens aus Litauen und der Ukraine vertrieben worden waren. Am 12. November 1946 erhielt Woldenberg in Anlehnung an den alten slawischen Namen „Dubegnewe“ den polnischen Namen „Dobiegniew“ (Neueiche).

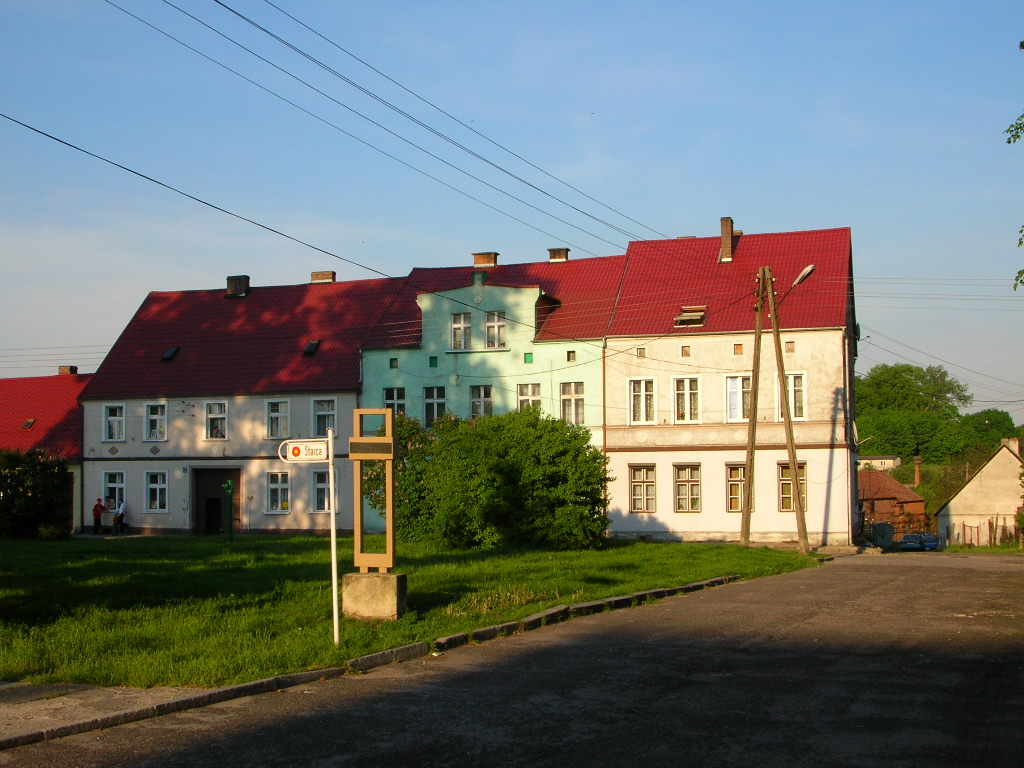
Platz in der Innenstadt

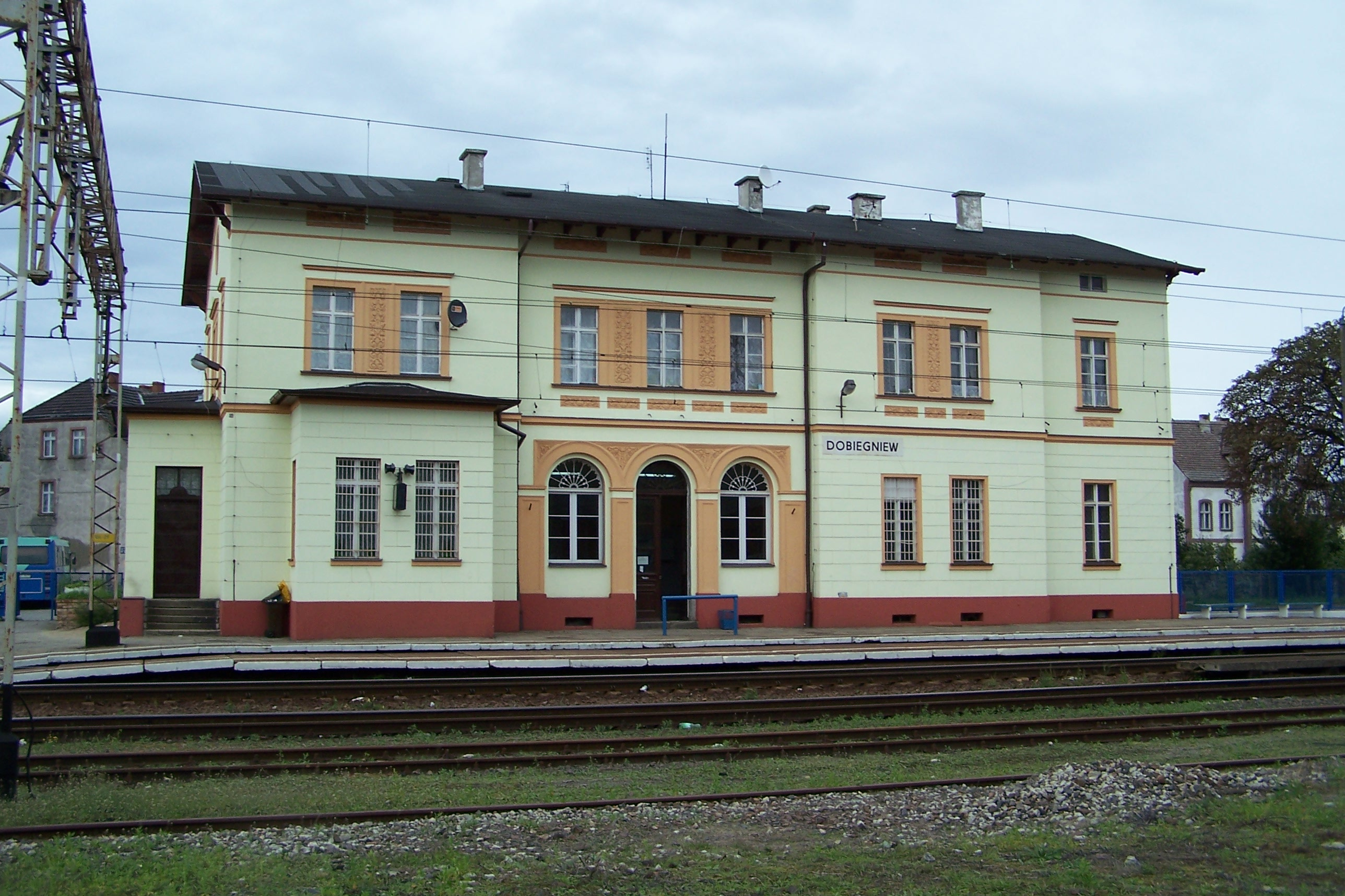
Bahnhof

### Christkönigskirche
Die gotische Christkönigskirche wurde im 14. Jahrhundert errichtet. Der neugotische Turm wurde von 1854 bis 1857 erbaut. Von der Reformation bis 1945 evangelisch, wurde die Kirche 1946 katholisch geweiht.

### Synagoge Woldenberg
Die Synagoge wurde 1858 auf dem Eckgrundstück Junkerstraße 9 / Brunnenstraße erbaut und in der Pogromnacht vom 9. auf den 10. November 1938 von den Nationalsozialisten zerstört.

### Demografie
| Jahr | Einwohnerzahl | Anmerkungen                                                                             |
| ---- | ------------- | --------------------------------------------------------------------------------------- |
| 1750 | 1291          | [ 4 ]                                                                                   |
| 1801 | 1721          | [ 4 ]                                                                                   |
| 1802 | 1683          | [ 5 ]                                                                                   |
| 1810 | 1741          | [ 5 ]                                                                                   |
| 1816 | 1721          | nach anderen Angaben 1575 Einwohner, davon 1519 Evangelische, neun Katholiken, 47 Juden |
| 1821 | 1915          | in 304 Privatwohnhäusern                                                                |
| 1840 | 2900          | [ 4 ]                                                                                   |
| 1858 | 3772          | davon 22 Katholiken und 119 Juden                                                       |
| 1875 | 4089          | [ 6 ]                                                                                   |
| 1890 | 4676          | davon 44 Katholiken und 157 Juden                                                       |
| 1905 | 4608          | davon 94 Katholiken und 93 Juden                                                        |
| 1925 | 4787          | davon 143 Katholiken und 60 Juden                                                       |
| 1933 | 5103          | [ 6 ]                                                                                   |
| 1939 | 5344          | [ 6 ]                                                                                   |

| Jahr | Einwohner | Anmerkungen |
| ---- | --------- | ----------- |
| 2006 | 3152      | [ 9 ]       |
| 2019 | 3061      | im Juni     |

## Verkehr
Durch die Stadt führt die Landesstraße 22 (droga krajowa 22) von Gorzów Wielkopolski nach Elbląg (Elbing). Der Bahnhof der Stadt befindet sich an der Strecke Stettin–Posen.

## Gemeinde

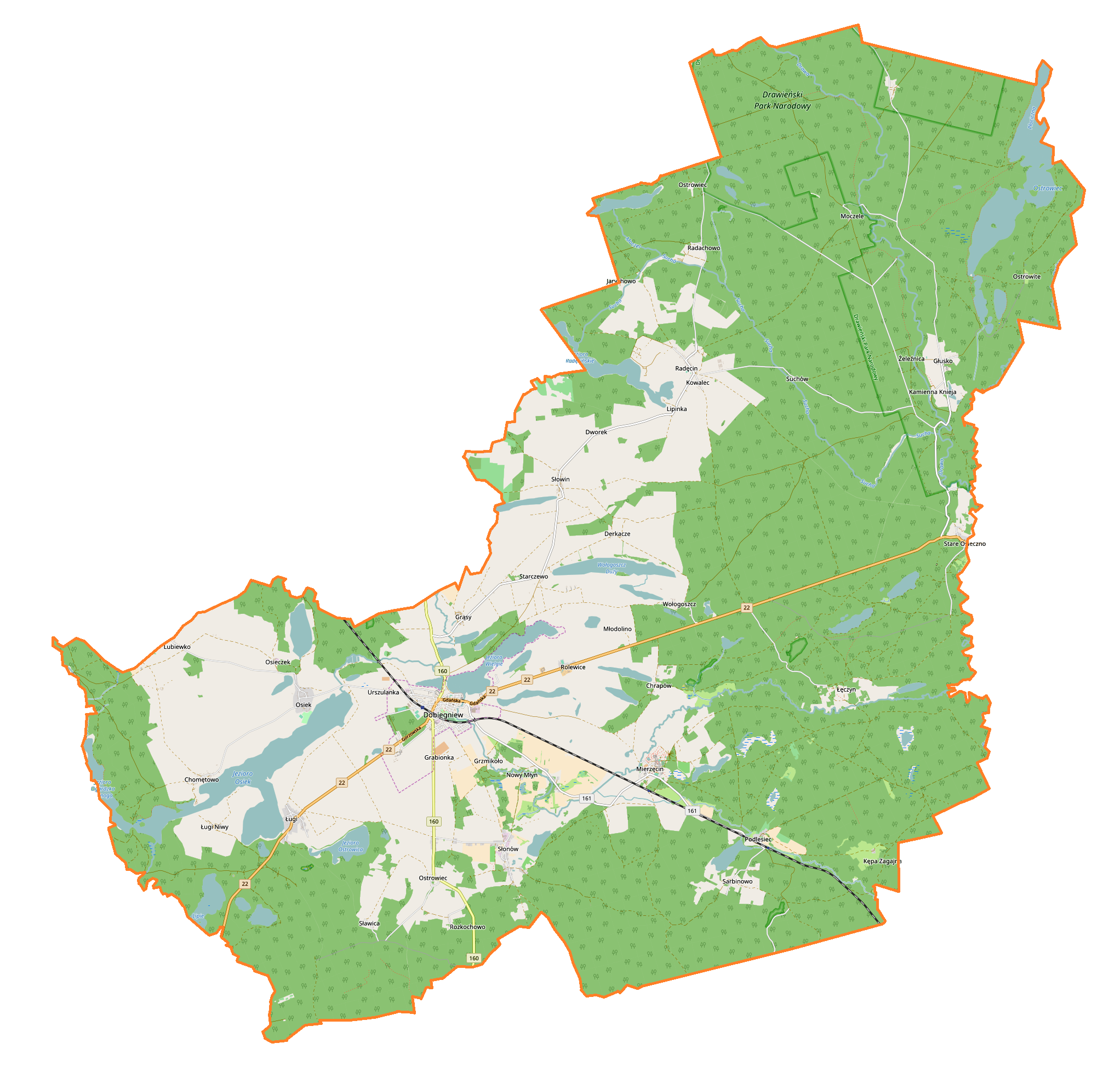
Karte der Gmina Dobiegniew

Die Stadt-und-Land-Gemeinde (gmina miejsko-wiejska) Dobiegniew hat eine Fläche von 351 km². Zu ihr gehören die Stadt selbst und 13 Dörfer mit Schulzenämtern.

## Söhne und Töchter der Stadt
- Gotthilf Samuel Falbe (1768–1849), klassischer Philologe und Gymnasialdirektor
- Eusebius Schmidt (1810–1883), Pädagoge
- Reinhold Albert Steig (1857–1918), Literaturhistoriker
- Otto Rüdlin (1861–1928), Verwaltungsjurist, Staatssekretär des Reichspostamtes
- Alfred Beyer (1885–1961), Mediziner und Politiker
- Wilhelm Ehlers (1908–1988), Philologe
- Friedrich Wilhelm Ahnefeld (1924–2012), Anästhesist, Hochschullehrer und Sanitätsoffizier der Bundeswehr
- Ulrich Schmidt (1924–2004), Chemiker, Hochschullehrer an der Universität Stuttgart
- Jürgen Schröder (* 1935), Germanist an der Universität Tübingen
- Martin Rupprecht (1937–2018), Bühnen- und Kostümbildner